# سیارک ۲۲۹۸۷
سیارک ۲۲۹۸۷ (به انگلیسی: 22987 Rebeckaufman، نامگذاری:1999VO53) بیست و دو هزار و نهصد و هشتاد و هفتمین سیارک کشف شده‌است که در ۴ نوامبر ۱۹۹۹ کشف شد.
قدر مطلق سیارک برابر ۱۲.۳ است.